# II-49
II-49 — серия девятиэтажных многосекционных панельных домов, разработанная МНИИТЭП. Жилые дома данной серии выпускались с 1965 по 1985 год и широко распространены на территории центральной части России.

## История
Проект дома был разработан в мастерской № 1 МНИИТЭП (архитекторы В. Голштейн, И. Генкина, Л. Веселова, В. Сергеев, И. Туруновская, П. Чечаев, инженеры И. Зеленков, Е. Каплан, В. Корунова, В. Могилевский, В. Омельченко, О. Чернов и Р. Шафир). В 1965 году для Москвы было утверждено шесть типовых проектов серии II-49 — два типа четырёхсекционных, два типа шестисекционных и два типа восьмисекционных здания. В четырёхсекционных домах было запроектировано 143 квартиры, в шестисекционных — 215, в восьмисекционных — 287.
Первое здание по проекту — девятиэтажный дом на 216 квартир — было построено в Москве в Десятом квартале Новых Черёмушек (адрес этого дома: Большая Черёмушкинская улица, дом 2, корпус 1). Проект включал два варианта планировки, соответствующих ориентации здания по сторонам света: меридиональная планировка предполагала 65 процентов однокомнатных квартир, а в широтной — около половины квартир имеют три комнаты. Планы развития серии предполагали увеличение этажности до 12 или 20 этажей.

## Описание
В типовой секции здания предусмотрены одно-, двух-, трех-, четырёх- и пятикомнатные квартиры при средней норме жилой площади 9 м² на человека. На первом этаже проектировалось размещение встраиваемых и пристраиваемых магазинов, а также помещений бытового обслуживания (кафе, закусочных, парикмахерских и т. д.).

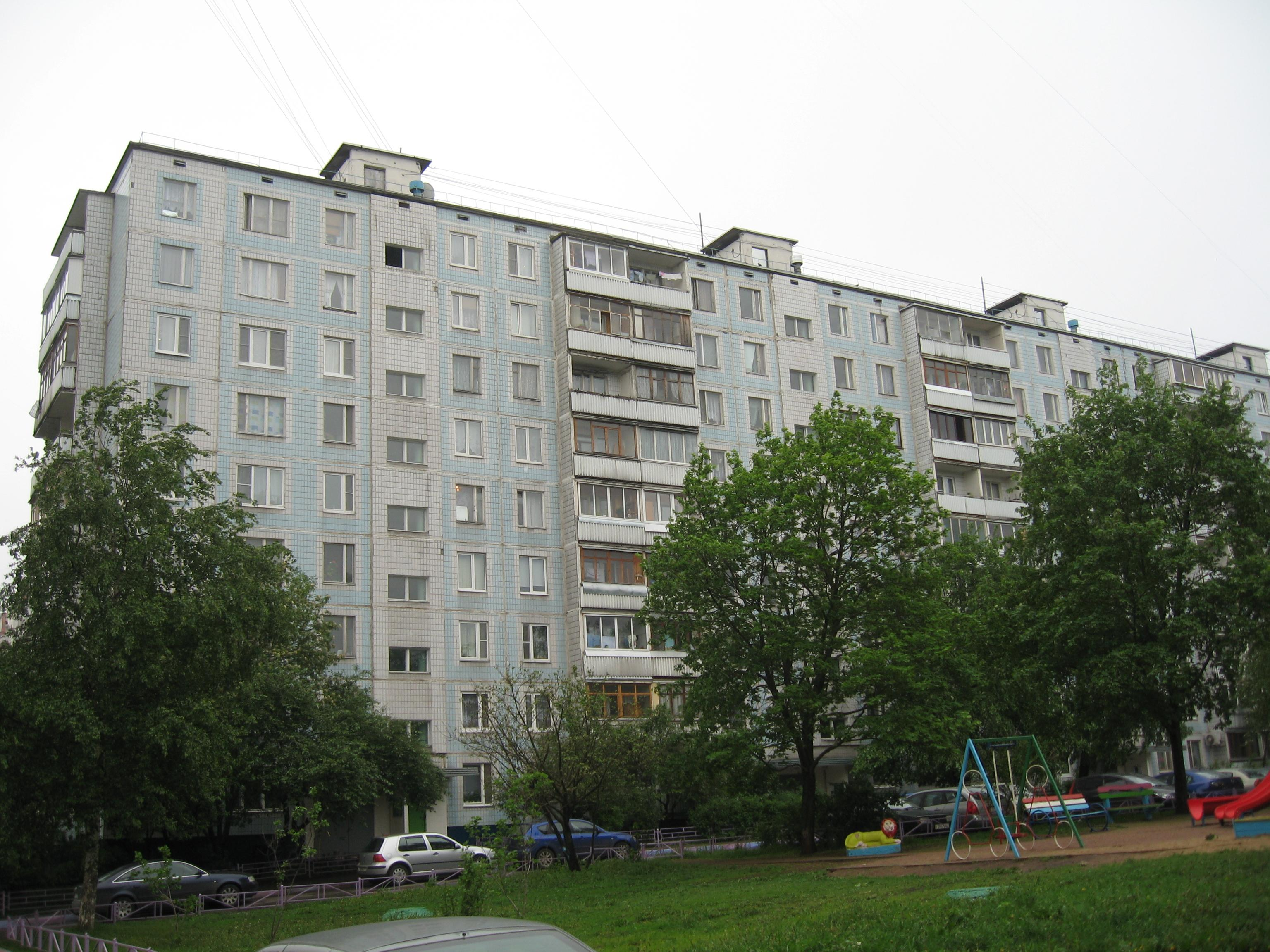
II-49Д

Здание спроектировано по конструктивной схеме с поперечными несущими стенами. Сетка стен принята в соответствии с модульной системой, то есть размерами, кратными укрупненному модулю, равному 30 см. Расстояния между поперечными несущими стенами приняты двух размеров — 2,7 и 3,3 м; два поперечных пролёта имеют размеры по 6 м каждый; кроме того, в местах устройства лоджий имеется дополнительный пролёт 1 м.
Основными несущими конструкциями здания являются плоские панели перекрытий и внутренних несущих стен размером на комнату и толщиной 14 см, они обеспечивают надежность и жесткость конструктивной системы. В Москве данные панели изготавливали на ДСК-1 в вертикальных кассетах и методом вибропроката.
Укрупненные панели наружных навесных стен с повышенной для тех времён теплоизоляцией и теплоемкостью, размером на две комнаты, были разработаны в двух вариантах — однослойные керамзитобетонные толщиной 34 см и трехслойные железобетонные с эффективным утеплителем толщиной 28 см. Фасадные поверхности наружных стеновых панелей отделывали разноцветной керамической плиткой или фактурным слоем из цветного бетона на белом цементе.
В домах данной серии предусмотрены центральное теплоснабжение, горячее и холодное водоснабжение, газоснабжение, электрооборудование, слаботочные устройства, 1 пассажирский лифт на каждой лестничной клетке, мусоропроводы, размещаемые на промежуточных площадках.
В Москве 63 % домов сделали капитальный ремонт с утеплением наружных стен и заменой коммуникаций.

## В массовой культуре
В октябре 2024 года автор канала NWSR / Киберкультура опубликовал песню Concrete Ghosts, посвящённую этому типу домов. Изначально песня сопровождала видеоролик, где в процедурном генераторе замков Tiny Glade строилась эта панелька. Песня, по утверждению автора под видео, была сгенерирована с помощью нейросетей. 

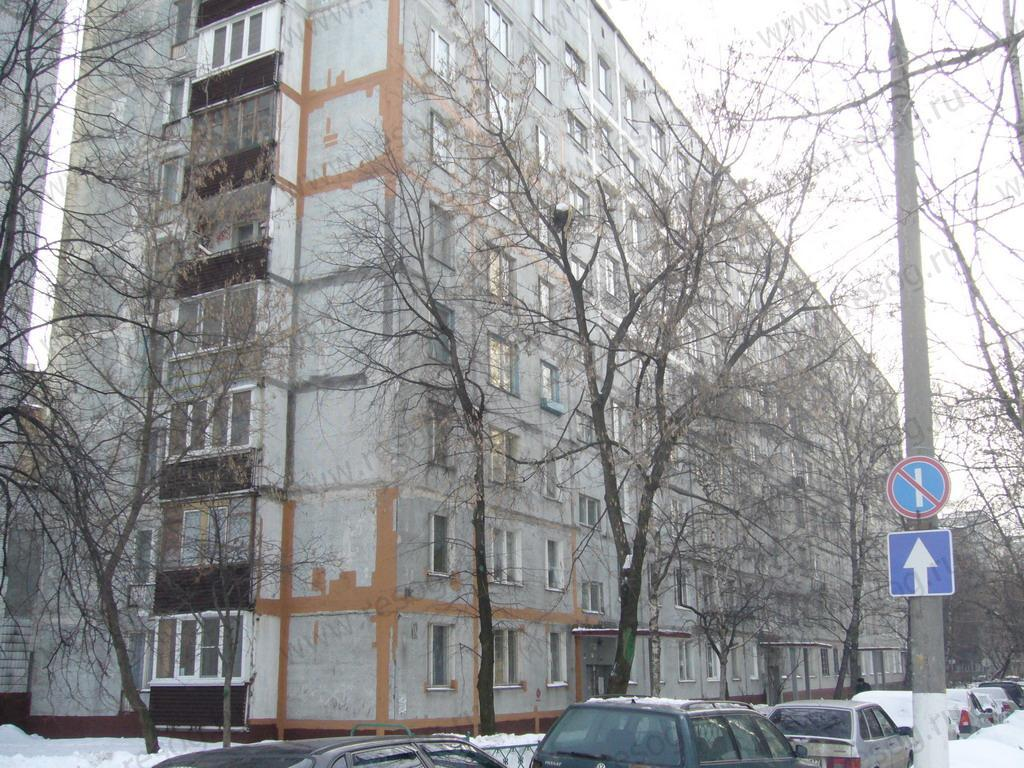
ll 49 2

### Основные характеристики
| Планировочное решение | Многосекционный, панельный жилой дом с рядовыми и торцевыми секциями. В доме — 1-, 2-, 3-, 4- и 5-комнатные квартиры |
| Этажность             | 9 этажей, технический этаж в уровне чердака и техподполье под всем зданием                                           |
| Технические помещения | Техподполье для размещения инженерных коммуникаций                                                                   |
| Лифты                 | Один пассажирский |
| Отопление             | Центральное, водяное                                                                                                 |
| Вентиляция            | Естественная вытяжная через вентблоки на кухне                                                                       |
| Водоснабжение         | Холодная, горячая вода от городской сети                                                                             |
| Мусороудаление        | Мусоропроводы на междуэтажных площадках                                                                              |

### Строительные конструкции
| Фундамент               | Ленточный, наружные и внутренние стены фундамента выполнены из керамзитобетонных цокольных панелей (по прочности М-100). Гидроизоляция — обмазочная битумом |
| Наружные стены          | Однослойные керамзитобетонные панели толщиной 340 мм или трехслойные железобетонные панели с эффективным утеплителем толщиной 280 мм                        |
| Внутренние стены        | Железобетонные панели марки М200 толщиной 140 мм |
| Междуэтажные перекрытия | Ж/б плоские панели перекрытия толщиной 140 мм, опирающиеся по контуру размером на комнату                                                                   |
| Покрытия                | Ребристые ж/б плиты |
| Перегородки             | Прокатные гипсобетонные панели толщиной 80 мм |
| Водосток                | Водосток внутренний с сбросом дождевых вод на рельеф на уровне цоколя                                                                                       |
| Балконы                 | Сборные ж/б плиты |
| Фасады                  | Панели с наружной стороны облицованы мелкоразмерной керамической плиткой                                                                                    |
| Лестницы                | Двухмаршевые, из сборных ж/б маршей и площадок |

## Фотоматериалы

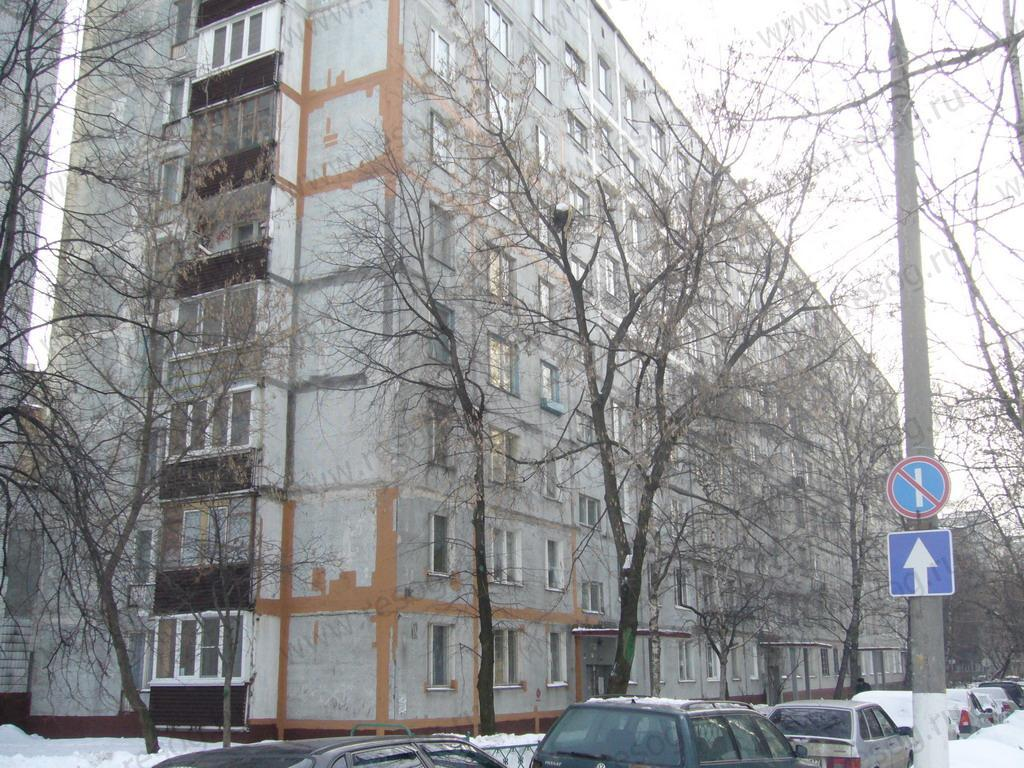
Фасад дома серии II-49
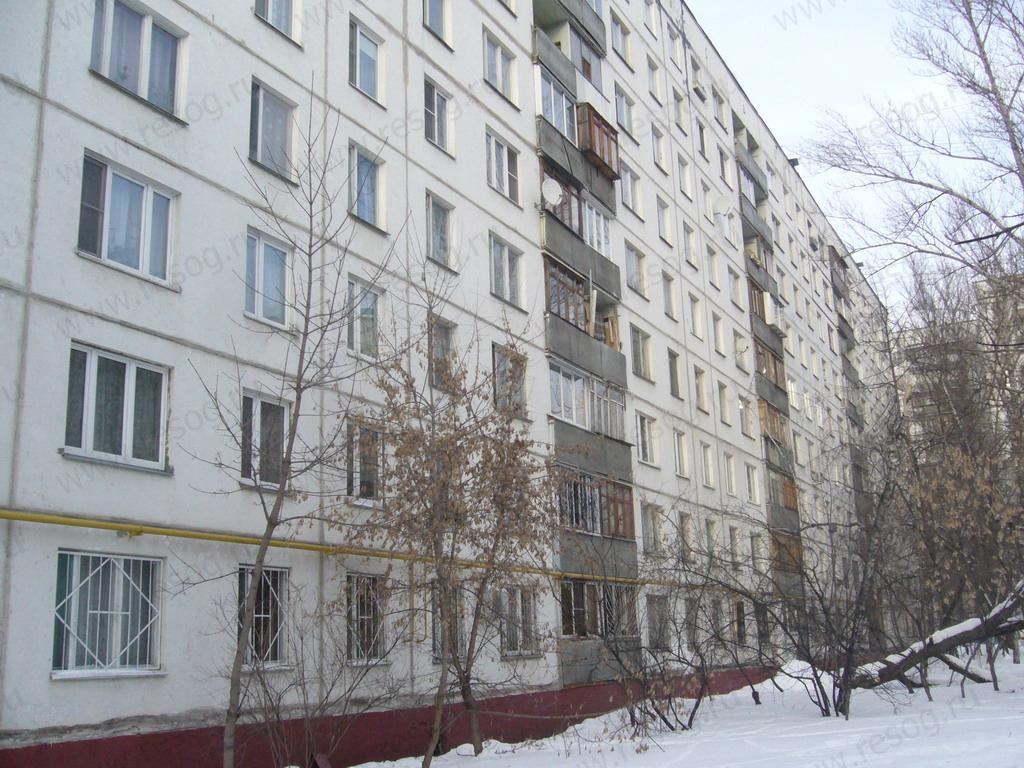
Тыльная сторона II-49
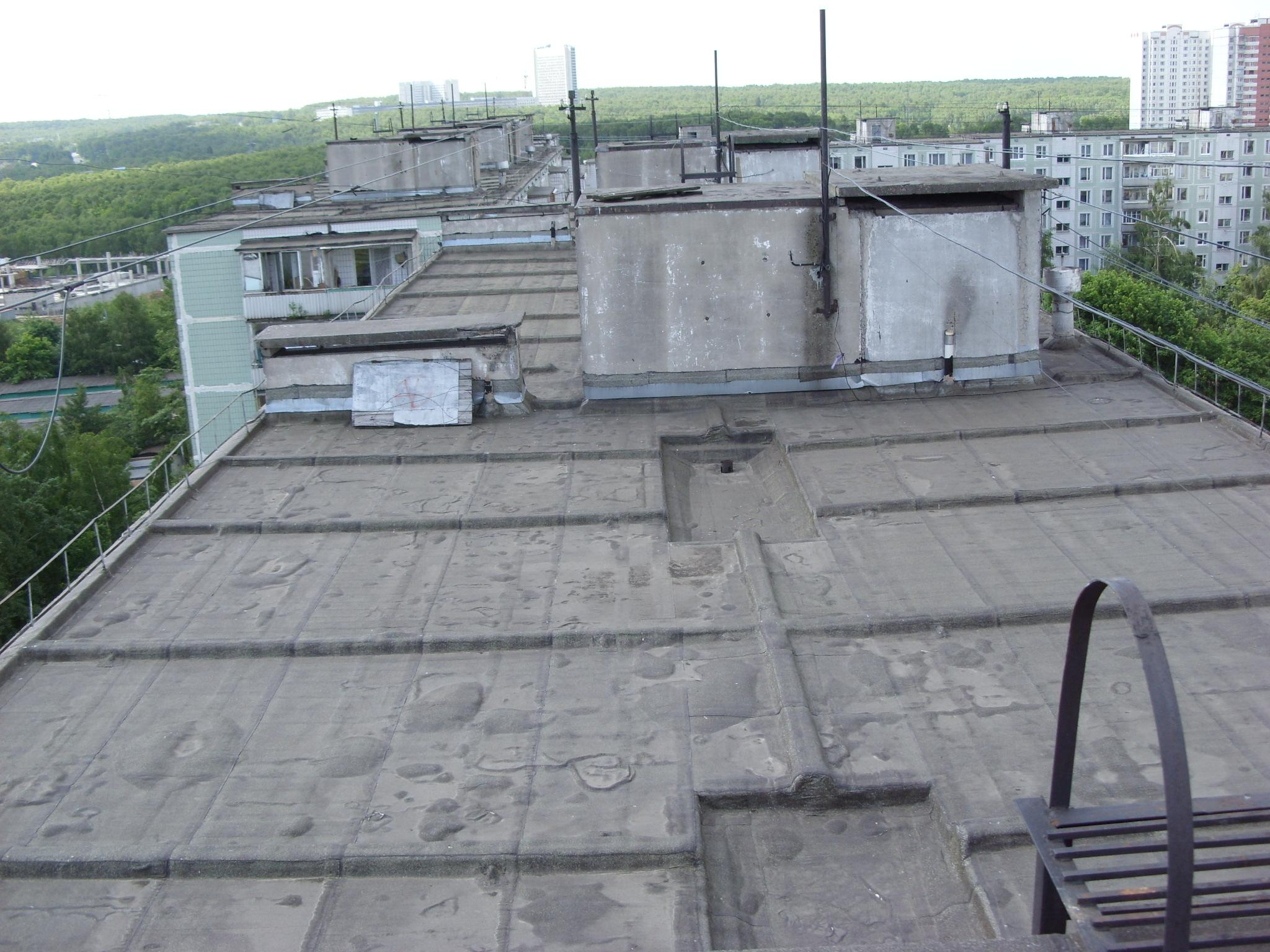
Фото кровли дома серии II-49